# Fimbristylis tenuinervia
Fimbristylis tenuinervia là loài thực vật có hoa trong họ Cói. Loài này được J.Kern mô tả khoa học đầu tiên năm 1955.